# Gojko Šušak
Gojko Šušak, hrvaški politik, * 16. april 1945, Široki Brijeg, † 3. maj 1998, Zagreb.
Leta 1991 je sprva postal minister za izseljence Republike Hrvaške, nato pa minister za obrambo Republike Hrvaške.